# Sarah Poulton Kalley
Sarah Poulton Kalley (Nottingham, 25 de maio de 1825 — Edimburgo, 8 de agosto de 1907) foi uma missionária e musicista inglesa radicada no Brasil.
Era esposa de Robert Reid Kalley, juntamente a seu esposo desenvolveu ministério pioneiro no Brasil que durou 21 anos e resultou na fundação das Igrejas Evangélicas Fluminense e Pernambucana e mais tarde resultaria na formação da atual União das Igrejas Evangélicas Congregacionais do Brasil

## Nascimento e vida familiar
Nascida em Nottingham em 25 de maio de 1825 e recebeu o nome de Sarah Poulton Wilson, tendo ficado órfã de mãe quatro dias após seu nascimento. Era filha de William Wilson (1801-1866) e Mrs. Sarah Morley (1802-1825), irmã de Samuel Morley, membro do Parlamento na Inglaterra.
Mais tarde, seu pai casou-se com Eliza Read e tiveram filhos. Com a doença da senhora, a família mudou-se de Nottingham para Torquay. Sua avó paterna morava próximo, em Fairfield, e na casa dela Sarah preparou-se para ingressar num internato para moças, em Camberwell, distrito na parte sul de Londres. No colégio passou seis anos. Foi aluna brilhante e veio a ser boa pianista, pintora, poetisa e poliglota. Tinha grande habilidade para ensinar, e seu pai, que era Superintendente da Escola Dominical, confiou-lhe uma classe de rapazes, na capela que ele construíra em Torquay; Sarah aproveitou para formar um curso noturno, ministrando, também, conhecimentos gerais aos jovens que trabalhavam durante o dia. Todos receberam boa influência de seus ensinamentos, e alguns mantiveram-na informada do progresso e atividades deles: William Cooksley tornou-se ministro congregacional; Jame Hamlym, capitão numa companhia de navios nas Índias ocidentais; outro, William Deatron Pitt, foi o primeiro a vir para o Brasil ajudar o casal Kalley, e mais tarde tornou-se ministro presbiteriano.
Muito cedo, Sarah abraçou a fé cristã. Em casa de seu pai, muitas vezes, eram recebidos missionários vindos de terras distantes. Ela se interessava em ouvir a respeito do trabalho, suas necessidades e o que fazer para diminuí-las. Nesse sentido, criou uma classe de costura para moças, onde eram confeccionadas roupas para enviar aos campos, e mantinha suas auxiliares informadas dos resultados desse esforço, através da leitura de revistas e de outras fontes.

## Casamento com Robert Kalley
Em fins de 1851, um de seus irmãos, Cecil Wilson, sofrendo de tuberculose, fora enviado com um acompanhante para recuperar-se no Egito.  Mais tarde, a família recebeu notícias desanimadoras quanto à recuperação do rapaz. Isso inquietou seu pai, levando-o a providenciar uma viagem, no início de 1852, a Beirute, acompanhado de seu filho Henry e de Sara. A finalidade era encontrar-se na Síria com o Dr. Robert Reid Kalley que, em setembro de 1851 perdera a esposa Margareth, também tuberculosa. Sr. Wilson ansiava que o médico fizesse um minucioso exame em seu filho e o aconselhasse a respeito do tratamento. O Doutor examinou o paciente, esclarecendo que a doença estava muito avançada e a mudança de clima de nada valeria.  Daquela consulta médica resultaria muito mais que um simples diagnóstico.  Dentro de poucas semanas o grupo estava de regresso à Inglaterra, pois o enfermo falecera, sendo sepultado no Cemitério dos Estrangeiros, onde jaziam os restos mortais de Margareth Kalley.
A personalidade do Dr. Kalley imediatamente impressionou Sara, que já ouvira falar do seu trabalho na Ilha da Madeira e das perseguições que ele sofrera. Sentia-se bem ouvindo-o explanar as Escrituiras e sua maneira de orar. Por sua vez, o médico ficou muito impressionado com o interesse e o entusiasmo que a jovem demonstrava pelo trabalho missionário estrangeiro. Desse encontro providencial nasceu o amor entre ambos.
Muitos que conheciam Sarah muito bem, ficaram surpresos ao saber de seu noivado com um cavalheiro como Dr. Kalley. Isso porque a jovem, quando começou a pensar em casamento, decidiu recusar qualquer proposta que pudesse vir de um Ministro do Evangelho ou de um médico.
Seu jovem irmão John notava que, durante o noivado, a irmã e o Doutor passavam muito tempo na leitura e comentário do que estavam estudando, e sem dúvida uma grande mudança ocorria nas atitudes de sua irmã.
Em dezembro de 1852, no dia 14, o casamento realizou-se na Capela em Torquay.

## O ministério no Brasil
A maior parte dos anos de 1853 e 1854 foi passada em companhia dos madeirenses nos Estados Unidos. Lá o casal Kalley ficou sabendo bastante a respeito do Brasil e da carência espiritual de seu povo – o suficiente para que ambos aceitassem o desafio do trabalho missionário nesse país.
Chegaram ao Rio de Janeiro no dia 10 de maio de 1855. Em Petrópolis alugaram uma residência denominada Gernheim, que significa Lar muito amado. Naquele local, domingo 19 de agosto de 1855, Sara ministrou a primeira aula bíblica a cinco crianças, contando a história do profeta Jonas.
Nos domingos seguintes já funcionava, também, a classe de adultos dirigida pelo Dr. Kalley. Foi a primeira Escola Dominical no Brasil cujo funcionamento não foi interrompido. Aquela data é considerada a do início do trabalho evangélico no solo brasileiro e em língua portuguesa de caráter permanente.
Sarah foi companheira fiel em tempo de sossego ou de perseguições, que foram muitas, no Rio, Petrópolis, Niterói e em Pernambuco. Os opositores do casal Kalley insultaram-nos na Igreja, na rua e mesmo em casa. Tudo sofreram por amor à Causa que abraçaram, por conta própria, sem nenhum vínculo com alguma entidade missionária.
Além da sua atuação na esfera doméstica, Sarah recebia, com regularidade, relatórios dos colportores; anotava nomes de famílias que achava útil visitar; dirigia classes de música e de instrução geral; preparava sinopses sobre assuntos que pudessem facilitar a composição dos sermões de seu esposo quando este se encontrava enfermo. Desse modo também auxiliava os presbíteros quando eram escalados para pregar, na ausência do Dr. Kalley. Traduzia do inglês, livretos e folhetos próprios para atrair a atenção do povo, abordando assuntos da vida diária, porém relacionados com a vida eterna. Preocupava-se em cultivar a amizade de parentes e pessoas de suas relações, através de cartas, passeios, encontros em sua residência e palestras, aproveitando bem as oportunidades que se lhe ofereciam.
Em 1867, Sarah fundou uma Classe especial na Igreja Evangélica Fluminense para jovens de ambos os sexos; estudavam biografias de vultos bíblicos, cantavam hinos e oravam.
Sarah desejava organizar uma Sociedade de senhoras, o que não era aceitável na época, porque não ficava bem que as mulheres saíssem sozinhas às ruas.  Como da Igreja faziam parte três senhoras alemães casadas, que não se conformavam com essa restrição, Sarah pôde programar a fundação da Sociedade, e, para sua alegria, na primeira reunião, dia 11 de julho de 1871, estavam presentes onze senhoras que apoiavam a ideia. Nesse dia o estudo bíblico versou sobre: o caráter de Eva, mãe da raça humana. Foi sua presidente até voltar para a Escócia. Era o início das atuais Uniões Auxiliadoras Femininas das Igrejas evangélicas congregacionais.
Sarah participou da organização de Salmos e Hinos, o primeiro hinário evangélico brasileiro, usado pela primeira vez em 17 de novembro de 1861, na Igreja Evangélica Fluminense. Muitos dos hinos ali contidos foram produzidos em colaboração com o seu esposo, ou são de sua exclusiva autoria, totalizando cerca de 200.
Da sua produção literária, menciona-se Alegria da casa, considerado guia completo para as donas de casa. Foi mais tarde, em 1880, escolhido pelo Conselho de Instrução Pública para ser usado nas escolas.
Em Petrópolis, como hábil pintora, preparou várias paisagens do Gerhneim, o lar muito amado.
O casal Kalley, não tendo filhos, adotou um casal de crianças brasileiras: João Gomes da Rocha e Silvana Azara, mais conhecida como Sia, sendo esta adotada quando o casal Kalley já estava na Escócia.
Em 1876, a 1 de julho, o casal Kalley deixou definitivamente o Brasil, fixando residência em Edimburgo, onde construíram uma casa, a qual recebeu o nome de Campo Verde, em homenagem ao Brasil.
Posteriormente à morte do seu esposo em 17 de janeiro de 1888, Sarah fundou, em 1892, a missão conhecida como Help for Brazil (Auxílio para o Brasil), com o objetivo de cooperar com as igrejas originadas do trabalho de seu esposo através do envio de obreiros.
Sarah Poulton Kalley morreu em 8 de agosto de 1907 na sua residência e foi sepultada em 12 de agosto de 1907 no cemitério Dean, junto a seu marido, do qual foi fiel colaboradora, dando-lhe mão forte no trabalho.

## Fonte
- Livro "Sarah Kalley - Missionária Pioneira na Evangelização do Brasil", Douglas Nassif Cardoso